# Closing Time
"Closing Time"  (intitulado "Encerramento" no Brasil) é o décimo segundo episódio da sexta temporada da série de ficção científica britânica Doctor Who, transmitido originalmente através da BBC One em 24 de setembro de 2011. Foi escrito por Gareth Roberts e dirigido por Steve Hughes, servindo como uma sequência de "The Lodger", que Roberts escreveu para a temporada anterior.
No episódio, o alienígena viajante do tempo conhecido como o Doutor (Matt Smith) está em uma "viagem de despedida" antes de sua morte iminente e visita seu amigo Craig Owens (James Corden) na Colchester contemporânea, que agora tem um filho, Alfie. Embora inicialmente não pretendesse ficar, o Doutor fica intrigado por uma invasão de Cybermen em uma loja de departamentos local e decide investigar.
Roberts e o showrunner Steven Moffat queriam trazer Craig de volta, pois tinham apreciado "The Lodger" e a atuação de Corden. Embora "Closing Time" tenha sido projetado para ser divertido em torno da comédia construída pela dupla de Smith e Corden, ele contém temas e um epílogo que levam ao último episódio da temporada. Também marca a primeira aparição dos Cybermats na série moderna de Doctor Who, sendo apropriadamente redesenhados. Grande parte do episódio foi filmado em uma loja de departamentos e uma casa particular em Cardiff à noite, com as filmagens indo até o início da manhã. Foi assistido por 6,93 milhões de espectadores no Reino Unido e recebeu críticas geralmente positivas; enquanto as atuações, comédia e os momentos emocionais foram elogiados, muitos críticos não ficaram satisfeitos com o uso dos Cybermen.

## Enredo

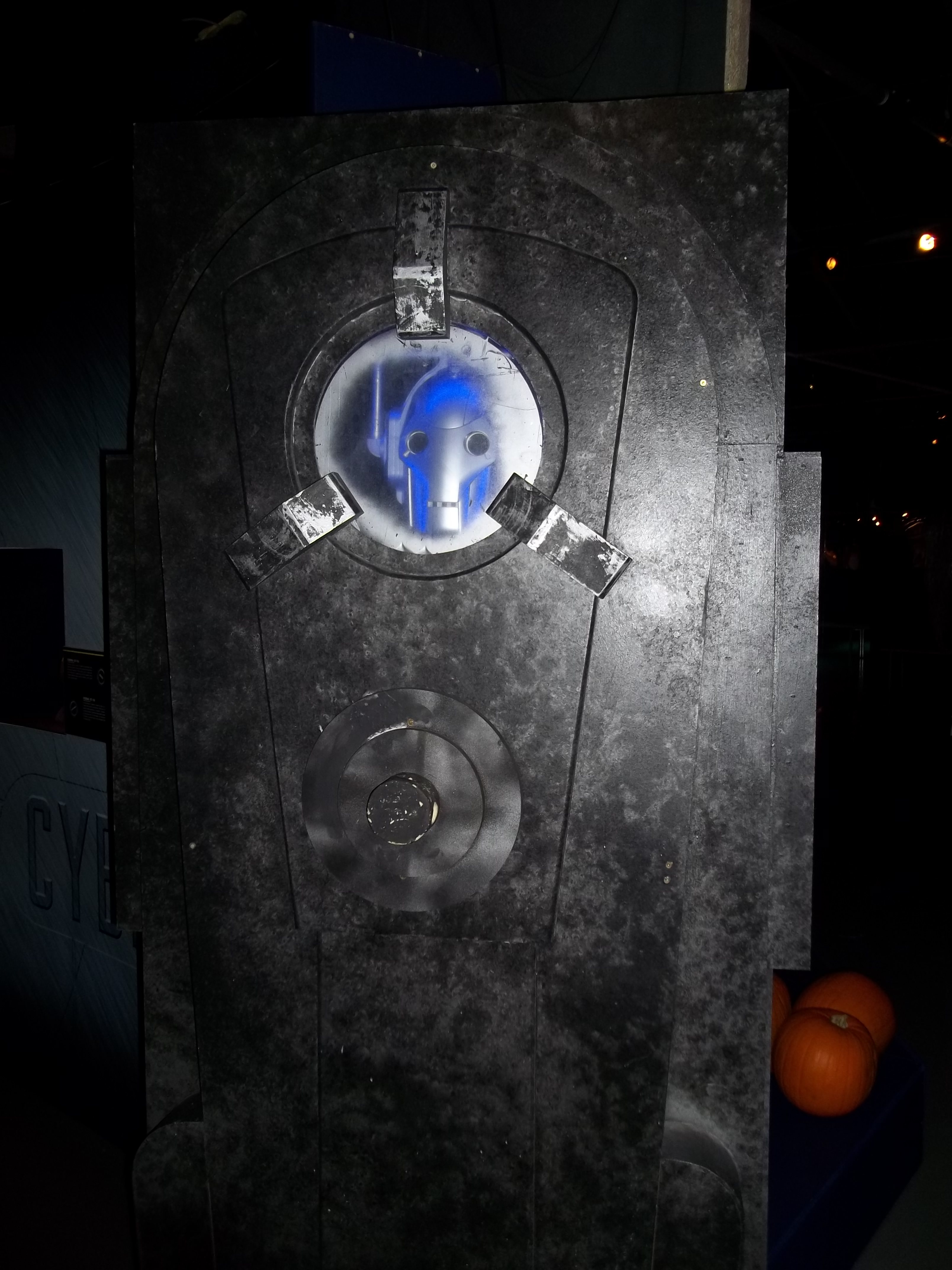
Cyberman em êxtase, como visto no episódio, em exibição na Doctor Who Experience.

O Doutor está em uma turnê de despedida de seus amigos e tem apenas um dia de vida antes de sua morte. Ele visita Craig, que está morando com sua namorada Sophie em uma nova casa na atual Colchester e está lutando para cuidar sozinho de seu bebê, Alfie, enquanto ela viaja. Craig suspeita que o Doutor esteja investigando algo alienígena, que antes de partir percebe uma estranha perturbação elétrica na área e decide averiguar.
O Doutor aceita um emprego em uma loja de departamentos para procurar mais a fundo os distúrbios, junto com relatos de funcionários desaparecidos. Ele e Craig entram em um elevador e são teletransportados para uma nave espacial Cyberman, mas o Doutor consegue revertê-lo e desativá-lo. Com a ajuda de Craig, os dois entram na loja depois do expediente e captaram um Cybermat, que estava sugando pequenas quantidades de energia para a nave espacial. O Doutor também encontra um Cyberman com defeito no porão do prédio e fica curioso sobre como ele chegou à loja. Na casa de Craig, ele reprograma o Cybermat para rastrear o sinal dos Cybermen.
O Doutor sai sozinho para localizar os Cybermen na loja e é seguido por Craig logo em seguida, que traz Alfie consigo. Ele descobre que a nave espacial está na verdade abaixo da loja, no subsolo, acessada pelo vestiário. Com a energia sifonada, as criaturas logo terão poder suficiente para converter a raça humana. Craig, deixando Alfie na loja, segue o Doutor e é capturado e colocado em uma máquina de conversão para se tornar o novo líder dos Cybermen. O choro de Alfie pelo circuito fechado de televisão ecoa na nave e Craig, ouvindo, luta e reverte o processo. O resto dos Cybermen experimentam dolorosamente as emoções que reprimiram da luta de Craig e seus circuitos começam a sobrecarregar. A dupla escapa pelo teletransportador enquanto a nave explode. O Doutor então vai embora na TARDIS para enfrentar sua morte.
No futuro distante, River Song, recentemente formada doutora em arqueologia, observa a data e o local da morte do Doutor. Ela é interrompida por Madame Kovarian e agentes do Silêncio. Kovarian diz a River que ela ainda pertence a eles e será a responsável por matá-lo. Contra sua vontade, eles a colocam em um traje de astronauta melhorado e a submergem no Lago Silêncio em 2011 para aguardar pelo Doutor.

### Continuidade
Duzentos anos se passaram para o Doutor desde os eventos de "The God Complex", levando-o à idade que seu eu mais velho tinha em "The Impossible Astronaut". Ele passou esse tempo "acenando através do tempo" para Amy e Rory, o que é visto no início daquele episódio. O Doutor pega os envelopes azuis que ele usa para convocar seus companheiros do apartamento de Craig, que também lhe dá o chapéu Stetson que ele usa no início de "The Impossible Astronaut". Da perspectiva de River, a cena final ocorre imediatamente antes do piquenique desse episódio, sendo confirmada como a astronauta homônima nele.
Cybermats são mostrados pela primeira vez na série moderna. Na era clássica, eles apareceram em The Tomb of the Cybermen (1967), The Wheel in Space (1968) e Revenge of the Cybermen (1975).  O Doutor examina um brinquedo e comenta: "Cão robô; não é tão divertido quanto eu me lembro", aludindo a K-9, um cão-robô que acompanhou o Quarto Doutor. O personagem afirma ser capaz de "falar 'bebê'", como fez em "A Good Man Goes to War". O Doutor ainda expressa sua antipatia pela casa "redecorada" de Craig usando uma linha do Segundo Doutor (Patrick Troughton) em The Three Doctors (1973) e "The Five Doctors" (1983). O Doutor recita o mini-poema "Not a rat, a cybermat" da romantização de Revenge of the Cybermen.
Amy se tornou uma celebridade menor, aparecendo em um anúncio do perfume Petrichor, com o slogan "Para garotas que estão cansadas de esperar". O conceito de petricor foi usado como uma senha psíquica em "The Doctor's Wife" e significa "o cheiro de poeira após a chuva". O Doutor frequentemente se refere a ela como "a garota que esperou". O perfume e o slogan implicam que o episódio ocorre após "The God Complex". Isso entra em conflito com a data no jornal de Craig, 19 de abril de 2011, que é três dias antes da morte do Doutor no Lago Silêncio.

## Produção

### Roteiro e elenco
O roteirista Gareth Roberts disse em uma entrevista que estava considerando trazer o personagem de Craig de volta quando viu a atuação de James Corden em "The Lodger", dizendo que "já parecia que ele era um da família Who". O showrunner Steven Moffat também ficou satisfeito com "The Lodger", um episódio que ele chamou de "muito próximo do meu coração", e queria trazer Craig de volta. Ele comentou que foi uma mudança de ritmo para Corden, que geralmente era escalado como "o engraçado"; como Craig, ele é "o homem ordeiro para o Doutor maluco". O diretor Steve Hughes comparou o Doutor e Craig a duplas cômicas famosas como Laurel e Hardy, Abbott e Costello e Simon Pegg e Nick Frost. Embora a maior parte do episódio pretenda ser cômico, ele também prepara o cenário para "The Wedding of River Song" e a morte iminente do Doutor. A cena final "séria", escrita por Moffat, concluiu eventos na vida de River que haviam sido sugeridos desde "Flesh and Stone". Outros títulos de episódios sugeridos por Roberts incluem "Everything Must Go", "The Last Adventure" e "Three Cybermen and a Baby". Uma prequência, intitulada "Up All Night", foi incluída como parte da série de mini-episódios chamados Night and the Doctor no pacote de DVDs da sexta temporada.
Também foi ideia de Roberts trazer de volta os Cybermen pois não havia outros monstros retornando na temporada, e ele pensou que isso "daria um sentido de história à batalha final do Doutor para salvar a Terra antes de ir para seu encontro com morte". Ele achou que isso estava de acordo com o tema da "morte e escuridão persistente" que caracterizou a sexta temporada. Roberts queria que o público acreditasse que Craig poderia realmente ser convertido. Moffat pensou que a conclusão de "explodir os Cybermen com amor" era a versão Doctor Who de um pai criando laços com seu filho. O roteirista pensou que a representação dos Cybermen no episódio os colocava no "eixo bobo/assustador" que era comum na série.
O papel reduzido de Daisy Haggard como Sophie no episódio foi devido a sua presença na peça Becky Shaw no Almeida Theatre em Londres. Este episódio marca o terceiro envolvimento de Lynda Baron com Doctor Who, tendo fornecido vocais para "Ballad of the Last Chance Saloon", ouvido em The Gunfighters (1966), e tendo interpretado Wrack em Enlightenment (1983). O Doctor Who Confidential que acompanha "Closing Time" é intitulado "Open All Hours" em homenagem ao papel de Baron na sitcom de mesmo nome. O DJ da BBC Radio 1 Greg James aparece em um papel especial sem fala, como um homem comprando lingerie. Seu personagem foi apelidado de "Carlos". Alfie foi retratado por sete bebês diferentes, geralmente entre gêmeos, por causa de regras rígidas sobre horas trabalhadas por bebês. Vários manequins também foram usados. Corden, que estava prestes a se tornar pai, aprendeu dicas com as mães das crianças.

### Filmagens e efeitos
Grande parte de "Closing Time" foi filmada na loja de departamentos Howells em Cardiff. Como ela teve que ser fechada, as filmagens ocorreram durante quatro ou cinco noites, às vezes indo até as seis da manhã. Hughes disse que isso "drenou" a equipe de produção, enquanto Corden lembrou que deixou o elenco e a equipe "tontos" e "histéricos". Alegadamente, as cenas ali foram gravadas em março de 2011. O resto do episódio foi filmado em uma casa particular na mesma cidade; o casal que era dono permitiu que as filmagens acontecessem para que fosse uma experiência para seus dois filhos pequenos. A produção na residência também foi até as primeiras horas da manhã. A janela da porta de correr pela qual o Doutor pula para salvar Craig do Cybermat era muito pequena, então a equipe construiu outra. A nova era grande demais para vidro estilhaçado; em vez disso, foi usado vidro que se quebrava em pedaços, conectado com um pequeno explosivo que o quebraria quando o dublê de Matt Smith pulasse através dele. Hughes queria que parecesse que o público estava quebrando a janela junto com o Doutor; ele juntou as cenas de Smith filmadas correndo até a porta, o dublê pulando através dela e Smith pousando com cacos de vidro jogados sobre ele.

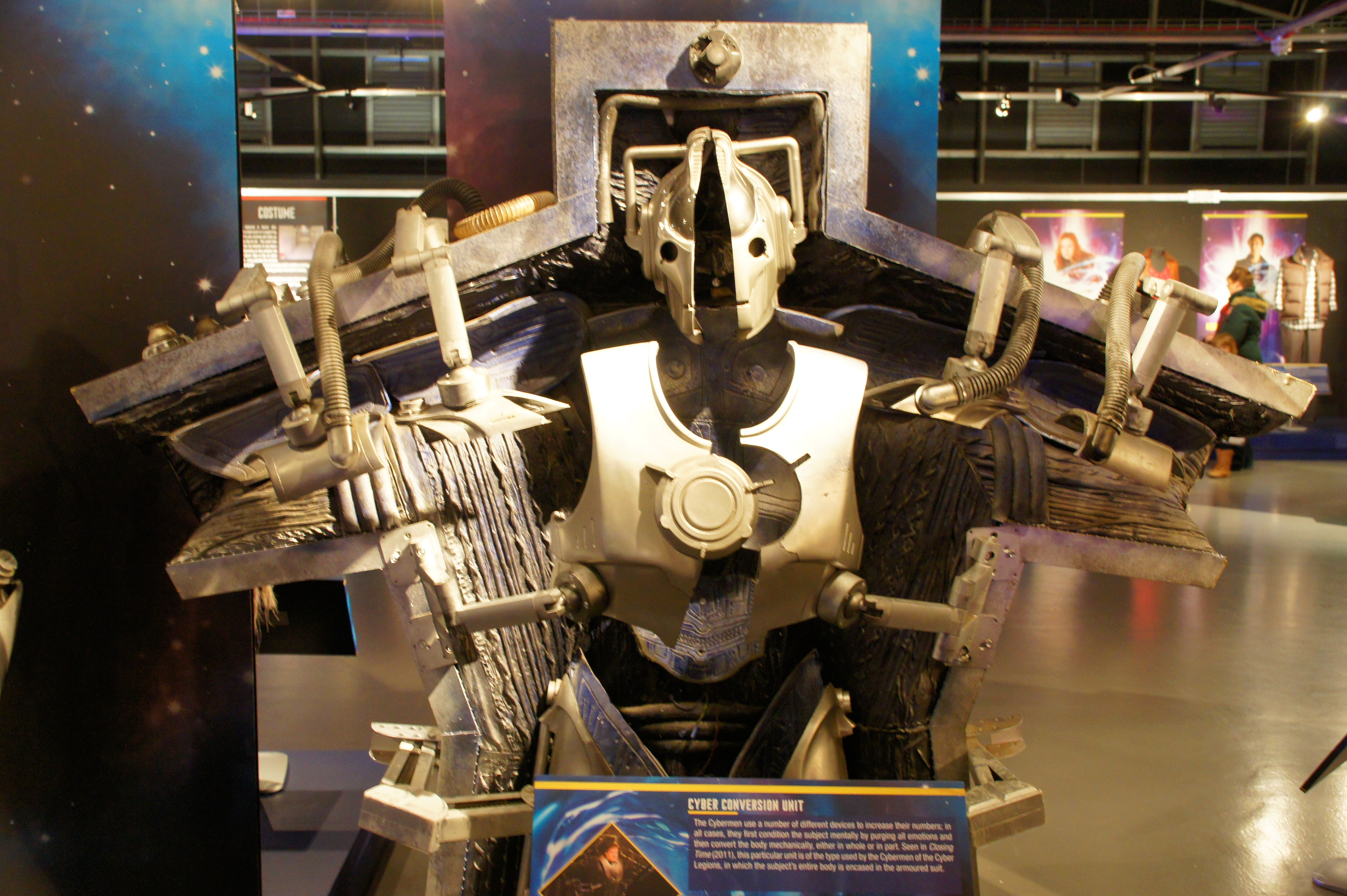
Os Cybermen vistos no episódio, em exibição na Doctor Who Experience

O logotipo da Cybus Industries, que foi usado nos Cybermen desde seu redesenho para a série moderna em "Rise of the Cybermen"/"The Age of Steel" (2006) foi encoberto neste episódio, bem como aqueles que apareceram anteriormente em "A Good Man Goes to War". Isso ocorre porque os Cybermen de "Rise of the Cybermen" se originaram de um universo paralelo, enquanto o universo principal tem os seus próprios originados do planeta Mondas, como visto na série clássica. Como os Cybermen que aparecem em "Closing Time" mal sobreviviam, a equipe de produção os fez parecerem quebrados e como se estivessem canibalizando peças para sobreviver. Os trajes já estavam desgastados até certo ponto, pois foram usados com muita frequência nos cinco anos desde que foram feitos. O equipamento de conversão do Cyber Controle foi construído em torno de Corden.
Os Cybermats, que não eram vistos desde Revenge of the Cybermen, de 1975, foram redesenhados para parecerem mais high-tech. O topo foi projetado para lembrar a cabeça de um Cyberman e dentes de piranha foram adicionados para sugerir que eles eram animais convertidos, assim como os Cybermen eram humanos convertidos. Três versões do Cybermat foram feitas. A primeira era simplesmente um "dublê" que não tinha dentes e era feita para ser jogado ao redor ou ficar parada.  A segunda era uma versão de "close-up" controlada por cabo que tinha dentes e se debatia e era usada quando os personagens a manuseavam. Smith quebrou esta quando o atingiu com uma frigideira na cena em que Craig está sendo atacado e foi posteriormente consertado com fita adesiva. A terceira era controlada por rádio para correr pelo chão. A equipe de efeitos especiais de pós-produção The Mill criou um Cybermat gerado por computador que saltou para atacar Craig.

## Transmissão e recepção
"Closing Time" foi transmitido pela primeira vez no Reino Unido na BBC One em 24 de setembro de 2011 e nos Estados Unidos na mesma data pela BBC America. Os números preliminares da audiência durante a noite foram de 5,3 milhões de espectadores, ficando em segundo lugar em seu horário, atrás do All-Star Family Fortunes. Quando a audiência final consolidada foi calculada, foi relatado que o episódio foi assistido por um total de 6,93 milhões de pessoas, tornando-se o segundo programa mais assistido do dia, atrás do The X Factor. Foi tmbém o quinto programa mais baixado de setembro no BBC iPlayer. Recebeu um Índice de Apreciação do público de 86, considerado "excelente".

### Recepção critica
O episódio recebeu críticas geralmente positivas, sendo elogiado especialmente a interação cômica entre Smith e Corden. Dan Martin, do The Guardian, questionou a decisão de exibir um episódio independente como o penúltimo da temporada, dizendo que "Closing Time" foi "algo curioso", além de escrever positivamente sobre o "jeito Laurel e Hardy" dos dois atores principais. No entanto, ele pensou que os Cybermen foram privados de sua ameaça. O revisor mais tarde classificou-o como o oitavo melhor episódio da temporada, embora o final não tenha sido incluído na lista. Gavin Fuller do The Daily Telegraph concedeu ao episódio três de cinco estrelas, comparando o desempenho de Smith favoravelmente ao de Patrick Troughton. Neela Debnath do The Independent disse que foi uma "mudança de ritmo intrigante" e teve sucesso com "grandes momentos cômicos" e a "química brilhante entre o Doutor e Craig". Ela elogiou Corden por se destacar após sua atuação "mediana" em "The Lodger".
Patrick Mulkern, escrevendo para a Radio Times, achou que o final foi uma "sobrecarga emocional... mas que melhor maneira de lidar com os Cybermen desprovidos de emoção?" Ele ficou satisfeito com a "doce participação especial" de Amy e Rory e a "cena final tensa" entre River Song e Kovarian. Keith Phipps do The A.V. Club deu ao episódio uma nota "B+", pensando que era mais sobre pequenos momentos de personagens do que sobre a trama dos Cybermen. Embora ele tenha escrito que não era tão bom quanto "The Lodger", ainda elogiou a maneira como era pausa antes do final da temporada para trazer à tona o lado mais suave do Doutor. Morgan Jeffery do Digital Spy elogiou Smith, Corden e Lynda Baron como Val, e achou que foi um "alívio" ter um episódio divertido depois de dois emocionalmente pesados. No entanto, ele não achou que fosse tão bom quanto "The Lodger" e sentiu que os Cybermen foram "desperdiçados", citando a conclusão de Craig explodindo-os com amor como "insatisfatória". Andrew Blair do Den of Geek defendeu os Cybermen no episódio, opinando que ele trouxe à tona a tragédia deles mal sobrevivendo e tendo que converter as pessoas mecanicamente sem qualquer compreensão emocional da situação.
Matt Risley da IGN deu ao episódio uma nota 7,5 de 10, elogiando a química entre Smith e Corden, bem como a interação de Smith com o bebê, mas ficou desapontado com os Cybermen, dizendo que eles "nunca realmente mostraram a ameaça ou o terror que representam e que os fãs sabem que eles são capazes". O crítico da SFX Magazine, Rob Power, deu ao episódio três e meia de cinco estrelas, dizendo que "[funcionou] maravilhosamente" como um episódio leve antes do final e com Cybermen "propriamente ruins". Embora ele achasse que que as criaturas não posavam uma "ameaça real" e Craig escapou de uma "maneira cafona", ele considerou o foco principal na "turnê de despedida" do Doutor e elogiou a atuação de Smith. Ele achou que os momentos de "solidão e resignação de olhos tristes" adicionaram peso ao "que de outra forma teria sido um episódio fino como papel". O revisor também elogiou o final por juntar as coisas para o final, embora ele achasse que a cena com River parecia "um pouco exagerada". Charlie Jane Anders, escrevendo para o io9, descreveu-o como uma "sequência digna" e "um toque bem-vindo de comédia" e foi positivo em relação à exploração "doce" da autoaversão do Doutor que provou que o universo precisava dele. No entanto, ele ficou incomodado com a piada recorrente do Doutor e Craig sendo confundidos com um casal gay e os estereótipos nos quais o episódio se baseou, como o "pai sem noção" e as vendedoras ignorantes. Christopher Hooton, do Metro, achou o episódio "meloso" e "piegas", criticando Corden por sua atuação "gritante" e "irritante", a dependência de "piadas pastelão" que "caíram um pouco perto demais do fim do espectro CBBC" e a trilha sonora "disposta [e] presunçosa".